# Michel Soukar
Michel Soukar, né le 22 août 1955  est un historien, écrivain et journaliste haïtien.

## Biographie
Michel Soukar d'ascendance libanaise vit à Port-au-Prince. Il a publié une vingtaine d’ouvrages, en poésie, théâtre, histoire, romans. 
Le roman historique Cora Geffrard, publié en 2011, lui a valu une mention spéciale du Prix littéraire des Caraïbes 2011 de l’ADELF.

## Œuvres
- La Cour des miracles suivi de L'Île de Braise et de La Maison de Claire, Publisud, 1991  (ISBN 978-2-86600-521-4)
- Requiem pour un empire païen
- La Maison de Claire
- L'Île de braise
- Un général parle : entretien avec un chef d'état-major sous François Duvalier (1987)
- Cora Geffrard, Mémoire d'encrier, 2011  (ISBN 978-2-923713-55-7)
- La Dernière Nuit de Cincinnatus Leconte, Mémoire d'encrier, 2013  (ISBN 978-2-89712-084-9)
- La Prison des jours, Mémoire d'encrier, 2012  (ISBN 978-2-923713-76-2)
- Discours et proclamation de l'indépendance d'Haïti.(2015)